# 시바야마 철도선
시바야마 철도 시바야마 철도선(일본어: 芝山鉄道線)은 시바야마 철도의 유일한 철도 노선이다. 일본 지바현 나리타시에 위치하는 히가시나리타 역과 산부군 시바야마정에 위치하는 시바야마치요다 역을 잇는다.
일본에서 가장 짧은 철도 노선이다. 그러나 시바야마정 중심부까지 연장 개통할 계획이 있다.

## 역사
- 2002년 10월 27일: 개통.

## 운행 형태
기본적으로는 시바야마치요다 역과 게이세이 전철 히가시나리타 선 게이세이 나리타 역을 완복 운행한다.
아침이나 저녁 시는 게이세이 나리타 역에서부터 게이세이 전철 본선을 거쳐 게이세이 우에노, 니시마고메, 하네다 공항까지 직결 운행을 한다.

## 차량
- 게이세이 전철 3000계
- 게이세이 전철 3400계
- 게이세이 전철 3500계·시바야마 철도 3500계
- 게이세이 전철 3600계
- 게이세이 전철 3700계

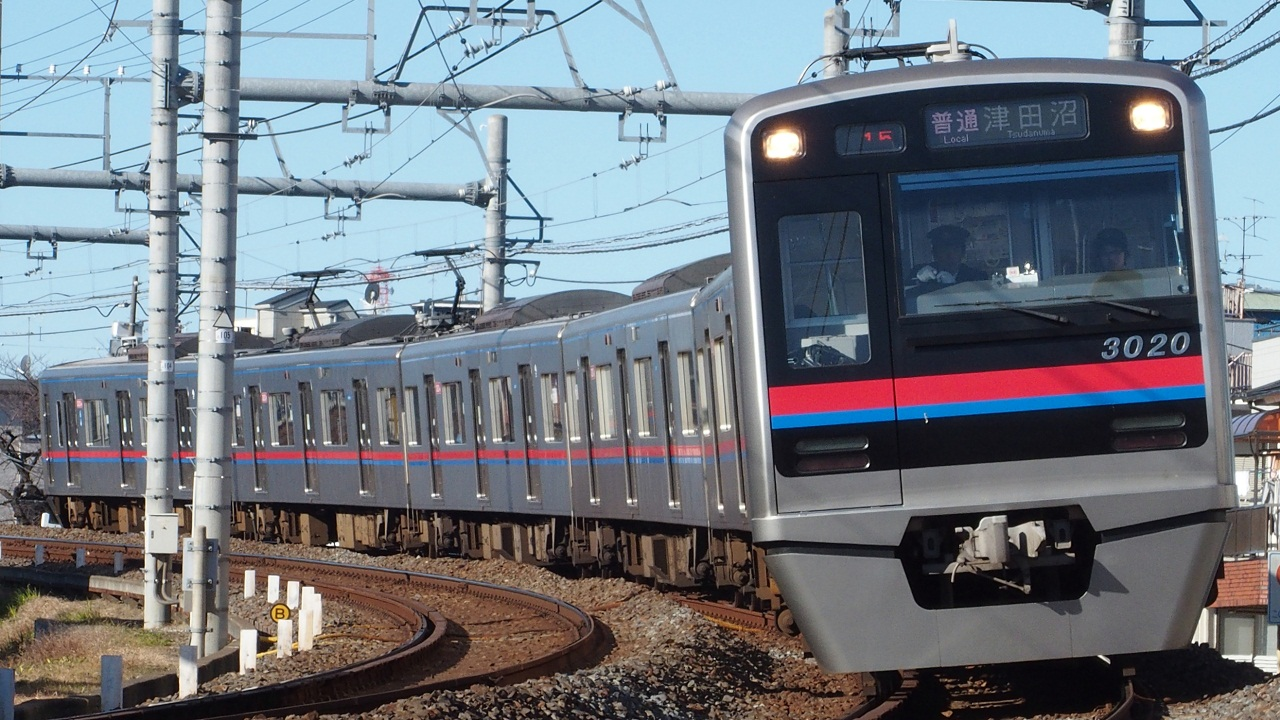
3000계
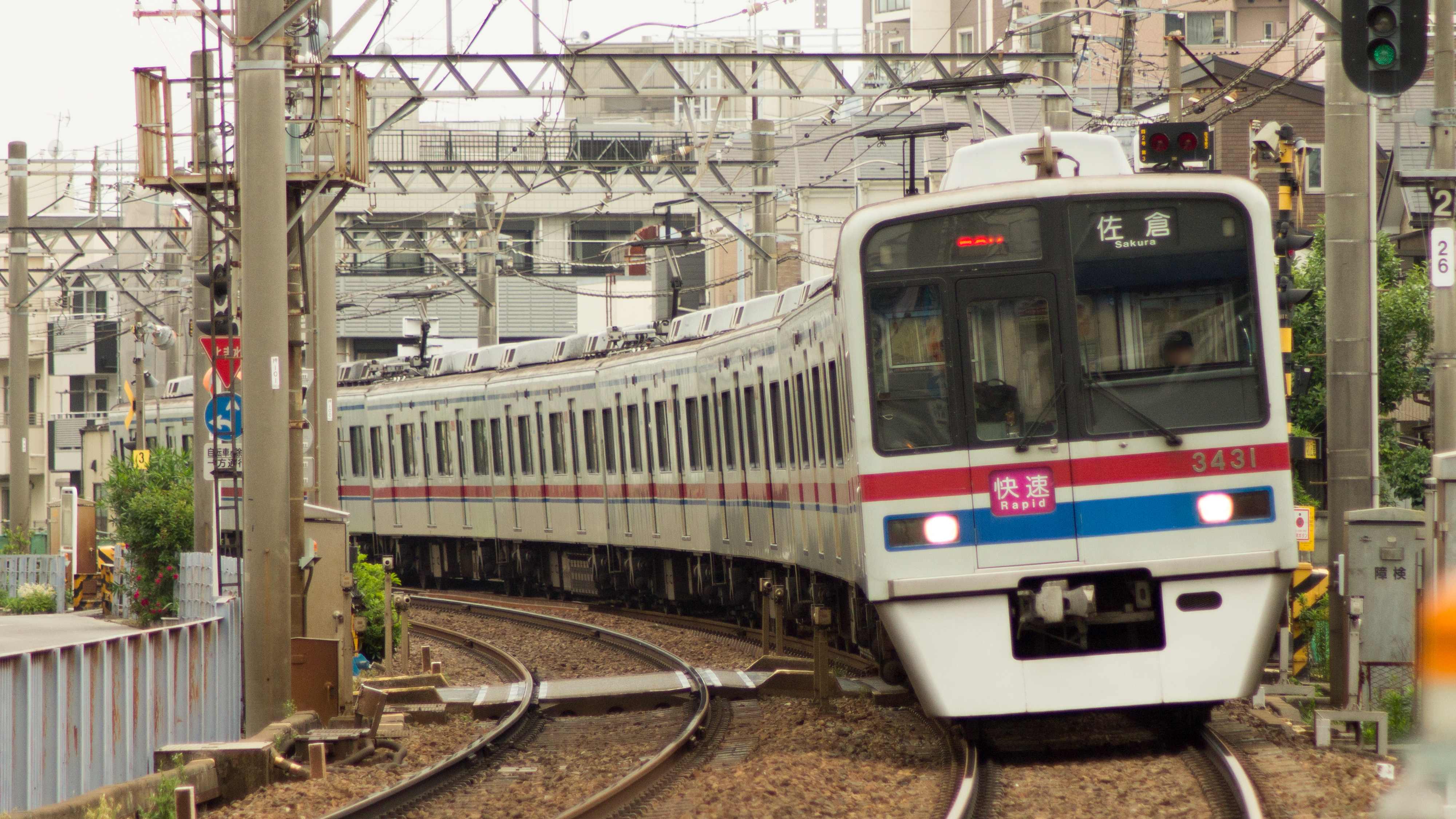
3400계
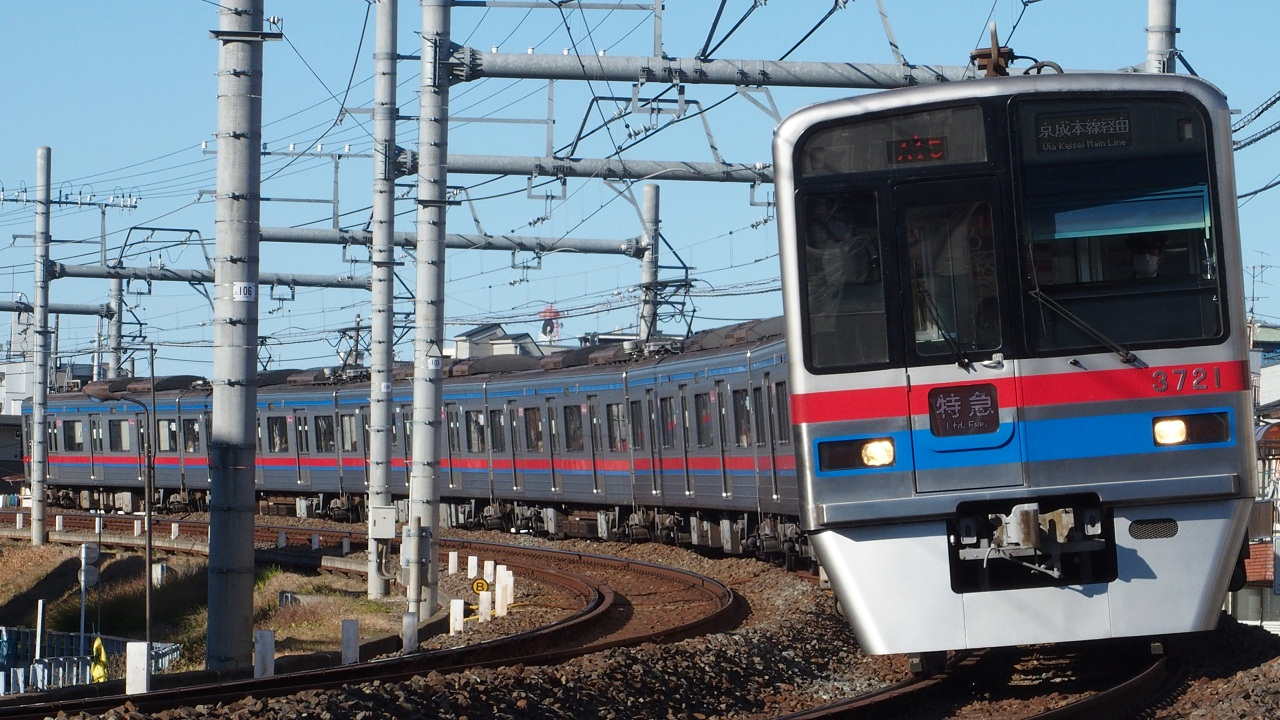
3700계

## 역 목록
| 역 번호 | 역명           | 일어 역명  | 쾌 속 | 통 특 | 특 급 | 쾌 특 | 접속 노선                                        | 역간 거리 | 누적 거리 | 소재지   | 소재지            |
| ------- | -------------- | ---------- | ----- | ----- | ----- | ----- | ------------------------------------------------ | --------- | --------- | -------- | ----------------- |
| KS 44   | 히가시나리타   | 東成田     | ▼     | ●     | ▼     | ●     | 게이세이 전철 히가시나리타 선 (KS 44, 직결 운행) |           | 0.0       | 지 바 현 | 나리타시          |
| SR 01   | 시바야마치요다 | 芝山千代田 | ▼     | ●     | ▼     | ●     |                                                  | 2.2       | 2.2       | 지 바 현 | 산부군 시바야마정 |

- 쾌속 : 쾌속 정차역
- 통특 : 통근특급 정차역
- 특급 : 특급 정차역
- 쾌특 : 쾌속특급 정차역
- 보통 열차는 전 역에 정차한다.
- 쾌속 열차는 주말에만, 통근특급 열차는 평일에만 운행한다.